# ألكمينيس
ألكمينيس (باليونانية: Ἀλκμένης)هو ابن تيلكلاس، والملك التاسع لأسبرطة من سلالة أجيداي، وأب بوليدوروس الذي سيخلف الحكم من بعده.

## وصلات خارجية
- مولر، كارل أوتفريد تاريخ وآثار السلالة الدورية. (باللغة الإنجليزية)